# 佛庫倫
佛库伦（满语：ᡶᡝᡴᡠᠯᡝᠨ，穆麟德转写：fekulen），是满族起源传说中，天帝的小女儿，佛库伦等三位天女曾在布库哩山下布勒瑚里的湖里沐浴。有一天，有一只喜鹊衔来一个果子。佛库伦吞下这个果子。佛库伦因此受孕生了“天童”布库里雍顺。布库里雍顺就是传说中，清朝爱新觉罗氏的祖先。